# Tube à choc

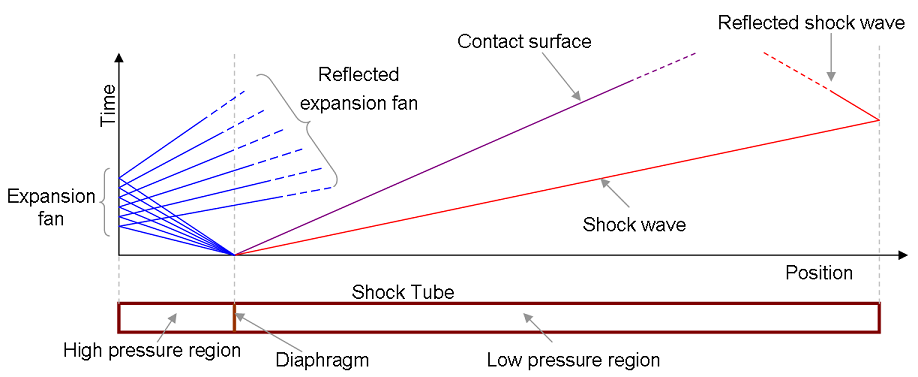
Un tube à choc idéal. Ce schéma montre différentes ondes qui se propagent dans le tube à la rupture du diaphragme.

Le tube à choc est un instrument utilisé pour reproduire et concentrer les ondes de détonation contre un capteur ou une maquette afin de simuler les explosions réelles et leurs effets, le plus souvent à échelle réduite. Les tubes à choc (et les accessoires qui s'y rattachent : tunnels à choc, tubes et tunnel d'expansion) peuvent aussi permettre d'étudier les phénomènes aérodynamiques dans une grande plage de températures et de pressions, difficiles à obtenir en soufflerie. Les tubes à choc permettent l'analyse des écoulements de fluide compressible et des combustions en phase gazeuse. Récemment, on s'est servi de tubes à choc en recherche biomédicale pour étudier le comportement de tissus vivants dans les ondes de choc,.
On produit l’onde de choc à l'intérieur du tube soit avec un explosif (tube à explosion), soit en cloisonnant le tube avec une ou plusieurs membranes et en créant une différence de pression critique dans la cellule primaire (tube à air comprimé).

## Histoire
Le Français Paul Vieille utilisa dès 1899 un tel tube (avec une pompe) dans l'étude quantitative des effets des explosifs. Mais le nom de tube à choc n'a été utilisé pour désigner ce dispositif qu’à partir des années 1940, lorsque les progrès de l'aérodynamique provoqués par le développement de la propulsion à réaction suscitèrent un regain d'intérêt pour lui. On l'utilisa de plus en plus pour l'étude des écoulements de gaz rapides autour des fuselages et à l'intérieur des turbines et pour préciser le couplages physico-chimiques actifs dans les combustions en phase gazeuse. En 1966, Duff et Blackwell décrivirent un type de tube à choc utilisant des explosifs brisants, et faits avec des matériaux courants : leur diamètre variait de 0,60 m à 2 m et leur longueur de 3 m à 15 m. Ces tubes produisaient des ondes de choc avec un pic de pression dynamique compris entre 7 MPa et 200 MPa et une durée de propagation de quelques microsecondes à plusieurs millisecondes.

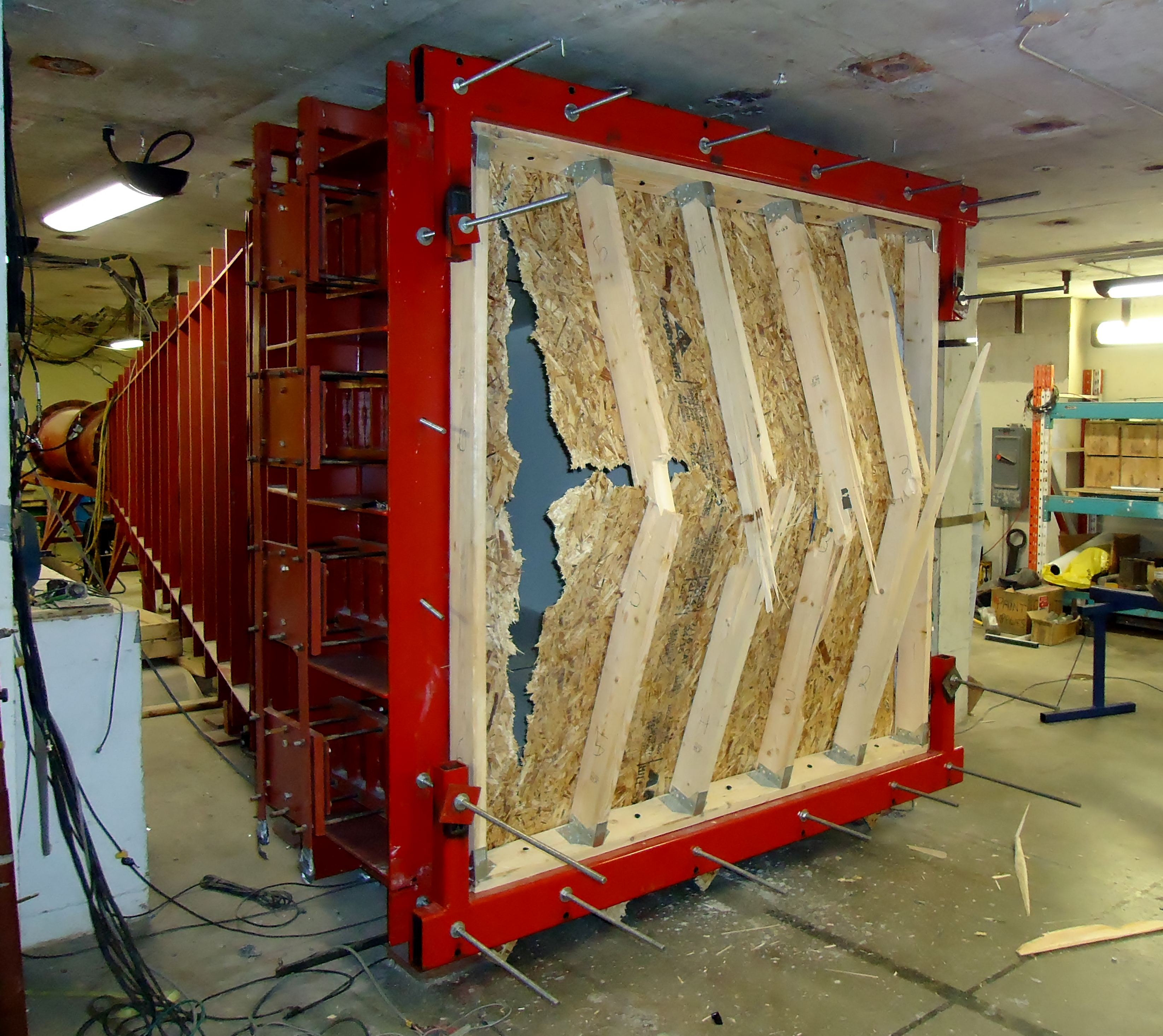
Tube à choc de l'université d'Ottawa.

Qu’ils fassent intervenir une explosion ou la mise en communication de deux enceintes, les tubes à choc font aujourd'hui partie des instruments scientifiques équipant aussi bien les laboratoires civils que militaires. Les tubes à choc multiple-enceintes sont les moins onéreux (y compris en maintenance), mais le front d'onde de pression est bien différent de celui qui résulte d'une détonation, et ils ne conviennent pas pour toutes les applications. Les tubes à détonation créent, eux, des fronts d’onde plus proches de ceux qui résultent d’explosions dans l’atmosphère, mais leur emploi requiert la présence d'un personnel hautement qualifié ainsi que des panneaux de protection. Pour les deux types d'appareil, l'onde de choc s'accompagne tantôt d’un effet de recul lié à l'expansion brutale des gaz, ce qui accroît l’énergie cinétique de l’échantillon en arrière du front d'onde. Plus récemment, pour les expériences en laboratoire, on a mis au point des tubes à choc où l'explosion, obtenue par ignition d'un mélange détonant air-essence, déclenche une onde de détonation plus proche des conditions de champ libre : le volume molaire de gaz demeurant réduit, l’effet de réaction n'est qu'une fraction de celui qui affecte les tubes à choc multi-enceintes. À ce jour[Lequel ?], ces tubes à choc, grâce à leur taille réduite et un pic de pression raisonnable, s'imposent comme l'outil de choix pour le prototypage, le contrôle non destructif, la validation des capteurs de pression dynamique, les recherches biomédicales et même les applications militaires.

## Mode d'emploi
Un tube à choc est un tube en métal de section rectangulaire ou circulaire, cloisonné par une membrane intermédiaire en deux enceintes contenant l'une, un gaz à basse pression (enceinte aval), l'autre un gaz comprimé,, (enceinte amont). La membrane séparatrice est déchirée (d'une façon généralement très étudiée) ce qui déclenche une onde se propageant dans l'enceinte aval. Le choc qui résulte du mélange brutal des deux gaz est exothermique et crée un écoulement dans le sens de l'onde de choc. On s'intéresse généralement à l'écoulement en arrière du front d'onde, mais les conditions extrêmes de température et de pression qui s'établissent en arrière de l'onde réfléchie persistent plus longtemps et donnent des conditions d'enregistrement plus confortables.
Le gaz de l'enceinte aval, à basse pression, subit l'onde de choc. En ce qui concerne le gaz comprimé, le choix se porte généralement, pour des raisons de sécurité, sur un corps chimique de poids moléculaire faible (hélium ou hydrogène), où la célérité du son est élevée, mais que l'on dilue parfois pour ajuster les conditions d'interface dans le choc. Les chocs les plus violents s'obtiennent en abaissant la pression du gaz aval très au-dessous de la pression atmosphérique (c'est-à-dire que l'on produit un vide partiel de l'enceinte avant détonation).
L'expérience commence avec l'éclatement de la membrane, qui peut être réalisé par trois méthodes : 
- par voie mécanique : un mandrin sur ressort vient percer la membrane, ou un explosif la fait éclater ;
- par matériau fusible. On utilise parfois des membranes faites d'un plastique ou d'un métal dont la contrainte de rupture correspond à une pression déterminée. On utilise naturellement plutôt du plastique pour les pressions peu élevées ; les membranes d’aluminium ou de cuivre conviennent aux chocs d'intensité moyenne, et l'on réserve les membranes en acier doux ou en acier inox aux détonations les plus violentes[8]. Ces membranes sont souvent pré-entaillées en surface en forme de croix pour mieux contrôler le faciès de rupture, diriger le jet d'écoulement et y assurer une homogénéité de vitesse maximum ;
- avec un mélange de gaz combustibles et un détonateur, on surcomprime le gaz en amont. Cette détonation provoque une augmentation brutale de la température et de la pression du gaz en aval, et déclenche un écoulement dans la direction de l'onde de choc, mais d'une vitesse inférieure à celle de l'onde incidente.

La rupture de la membrane produit une série d’ondes de pression, augmentant chacune tour à tour un peu plus la célérité du son en amont, au point qu'elles créent une onde de choc à travers la chambre basse pression. Cette onde de choc accroît la température et la pression du gaz en aval et provoque un écoulement dans la direction de l’onde de choc, mais de moindre vitesse que l'onde initiale. Simultanément, une onde de dépression, l’onde de Prandtl-Meyer, se propage vers l'amont dans la direction de la source gazeuse.
L’interface entre les deux volumes de gaz est appelée « surface de contact » : elle se propage, avec une vitesse inférieure, derrière l'onde de choc.
En chimie, les tubes à choc utilisés comportent une paire de membranes qu'on détruit l'une près l'autre selon un intervalle de temps déterminé, et une enceinte d'expansion, d'un diamètre très supérieur au reste du tube. Ce volume d'échappement permet une détente très rapide accompagnée d'une chute de la température du gaz (trempe).

## Applications
Par delà les mesures de taux de formation en cinétique chimique, des mesures d'énergies de dissociation et de taux de relaxation moléculaire,,, ces dispositifs sont utilisés en aérodynamique. L'écoulement du gaz ébranlé par la détonation simule celui d'une soufflerie, mais avec des températures et des pressions bien supérieures à ce que permettent les moteurs fixes : on peut par ce moyen reproduire les conditions qui prévalent à l'intérieur de la turbine d'un moteur à réaction. Toutefois, ces conditions ne se maintiennent que l'espace de quelques millisecondes, à cause de la propagation de la surface de contact et celle de l'onde de choc réfléchie.
Le développement de ces tubes à choc a débouché depuis sur la conception de « tunnels à choc », dotés d'une tuyère et d'une enceinte d'expansion. La température élevée résultant d'un écoulement supersonique peut servir à simuler la rentrée atmosphérique d'un vaisseau spatial ou d'un engin supersonique, là encore pour une courte durée.
Les tubes à choc ont des dimensions très variables selon les besoins. La taille et la méthode utilisée pour créer l’onde de choc dictent la durée et le pic de pression de l'onde produite. Ainsi, on peut utiliser les tubes à choc aussi bien pour créer et concentrer une onde de détonation contre un capteur ou une cible et évaluer, par prise en compte de l'effet d'échelle, les dommages produits par de véritables explosions. Les résultats d'expériences en tube à choc sont indispensables pour valider les modèles numériques de la réponse (contrainte et déformations) d'un matériau ou d'une structure à une détonation. Les tubes à choc permettent enfin de décider quels matériaux et quelles formes atténuent expérimentalement le mieux l'effet des détonations, donc à concevoir les systèmes de protection des structures et des personnes exposées à des risques de détonation. Les tubes à choc sont également utilisés en recherche biomédicale pour observer l'action des chocs sur les tissus vivants.